# 小蜡盘衣科
小蜡盘衣科为茶渍目的一科真菌。

## 下属分类
本科包括以下属：
- 小蜡盘衣属 Biatorella De Not., 1846
- Byssospora Massal.
- 沥青衣属 Piccolia A.Massal.